# Djevojka s bisernom naušnicom (slika)
Djevojka s bisernom naušnicom (nizozemski: Het Meisje met de Parel) portret je koji je naslikao nizozemski slikar Johannes Vermeer 1665. godine. Portret ga je proslavio i vjerojatno je uz "Mljekaricu" njegovo najpoznatije djelo. Sliku još zovu i "Mona Lisa sjevera" ili "nizozemska Mona Lisa". Portret se čuva u muzeju Mauritshuis u Haagu.

## O portretu
Vrlo malo je poznato o Vermeeru i njegovim djelima. Ova slika je potpisana, međutim, točan datum nastanka ipak je nepoznat. Nakon restauracije 1994. godine shema boja i tajanstvenost ženina pogleda uvelike se poboljšala.
Kako su se Vermeerovi radovi poslije njegove smrti jeftino prodavali osobama u inozemstvu, godine 1881. kupio ju je AA des Tombe. Portret je tada bio u vrlo lošem stanju pa ga je des Tombe poklonio Mauritshuis muzeju 1902. godine.

## Roman, film i predstava o portretu
Godine 1999. američka spisateljica Tracy Chevalier napisala je roman "Djevojka s bisernom naušnicom". Roman je 2003. pretočen u istoimeni film, sa Scarlett Johansson u glavnoj ulozi, da bi se 2008. pojavila i kazališna predstava.
Roman i adaptacije imaju sličnu radnju, u kojoj opisuju okolnosti nastajanja slike.

## Vanjske poveznice
- Djevojka s bisernom naušnicom - detaljna studija slike (engl.)
- Djevojka s bisernom naušnicom na stranici muzeja Mauritshuis (engl.)